# Dioscorea warburgiana
Dioscorea warburgiana là một loài thực vật có hoa trong họ Dioscoreaceae. Loài này được Uline ex Prain & Burkill mô tả khoa học đầu tiên năm 1908.